# Brigitte Scheer-Schäzler
Brigitte Scheer-Schäzler (* 17. März 1939 in Wien) ist eine österreichische Amerikanistin.

## Leben
Scheer-Schäzler besuchte in Wien das Realgymnasium Wien XIX „Maria Regina“. 1955/56 verbrachte sie als Stipendiatin einen Auslandsaufenthalt in den USA an der Newton High School in Massachusetts. Nach der Matura im Jahr 1957 studierte sie Germanistik und Amerikanistik an der Universität Wien. Dort legte sie 1962 die Lehramtsprüfung in Deutsch und Englisch ab und wurde 1964 zur Dr. phil. promoviert. Anschließend war sie von 1966 bis 1973 Hochschulassistentin und Lehrbeauftragte am Institut für Anglistik der Universität Salzburg. Während dieser Zeit verbrachte sie einen zweijährigen Forschungsaufenthalt an der Princeton University und an der Rutgers University in den USA. 
1972 habilitierte sich Scheer-Schäzler an der Universität Salzburg für Neuere Englische Literatur und Amerikanistik. 1973 vertrat sie den Lehrstuhl für Englische Philologie/Amerikanistik an der Universität Regensburg. Anschließend lehrte sie von 1973 bis zu ihrer Emeritierung im Jahr 2006 als Universitätsprofessorin für Amerikastudien an der Universität Innsbruck. Zugleich war sie dort Vorstand des Instituts für Amerikastudien. Darüber hinaus wirkte sie von 1977 bis 1979 als Dekanin der Geisteswissenschaftlichen Fakultät der Universität Innsbruck; sie war österreichweit die erste Frau in dieser Position. Gastprofessuren und Forschungsprofessuren führten sie mehrfach nach China und in die USA.
Scheer-Schäzler war 1975 Gründungsmitglied der Österreichischen Gesellschaft für Amerikastudien, war aktives Mitglied der österreichisch-amerikanischen Erziehungskommission (Fulbright Commission) und leitete diese zweimal als Chairperson. Auch war sie Mitglied der Österreichischen UNESCO-Kommission (1978–1983).

## Forschungsschwerpunkte
Ihre Forschungsschwerpunkte sind zeitgenössische amerikanische Literatur, jüdisch-amerikanische Literatur, asiatisch-amerikanische Literatur und Kultur, Frauen-Studien, Science-Fiction und amerikanische Literatur des 19. Jahrhunderts.

## Publikationen (Auswahl)
- Saul Bellow. Frederick Ungar Publ. Co., New York 1972.
- Konstruktion als Gestaltung. Interpretationen zum zeitgenössischen amerikanischen Roman (= Salzburger Studien zur Anglistik und Amerikanistik 2). W. Braumüller, Wien 1975, ISBN 3-7003-0102-2.
- als Hrsg.: Experimentelle amerikanische Prosa. Philipp Reclam, Stuttgart 1977, ISBN 3-15-009849-1.
- als Hrsg.: Her Own Story. Short Stories by Women from Different Cultures. Cornelsen, Berlin 1991.
- als Hrsg.: Women's Fantastic Adventures. Stories by Contemporary Women Writers. Reclam, Stuttgart 1992, ISBN 3-15-009285-X.
- als Hrsg.: Go West, Moses. Aufsätze zur jüdisch-amerikanischen Kultur und Literatur von Sepp L. Tiefenthaler. Crossroads. Studies in American Culture 6, Wissenschaftlicher Verlag Trier, Trier 1993. ISBN 978-3884760109.
- als Hrsg.: Immigrant Stories. New Fiction by New Writers. Cornelsen, Berlin 1996. ISBN 9783464665763.